# Étréchy (Essonne)
Étréchy é uma comuna francesa situada a quarenta e dois quilômetros ao sudoeste de Paris, no departamento de Essonne na região da Ilha de França. 
Seus habitantes são chamados Strépiniacois.

## Geografia

### Comunas limítrofes
Étréchy é limítrofe ao noroeste por Saint-Sulpice-de-Favières, ao norte por Mauchamps, ao nordeste por Chamarande, ao leste por Auvers-Saint-Georges, ao sudeste por Morigny-Champigny, ao oeste por Chauffour-lès-Étréchy e Villeconin, ao sudoeste por Brières-les-Scellés, ao sul por Morigny-Champigny.

### Transportes

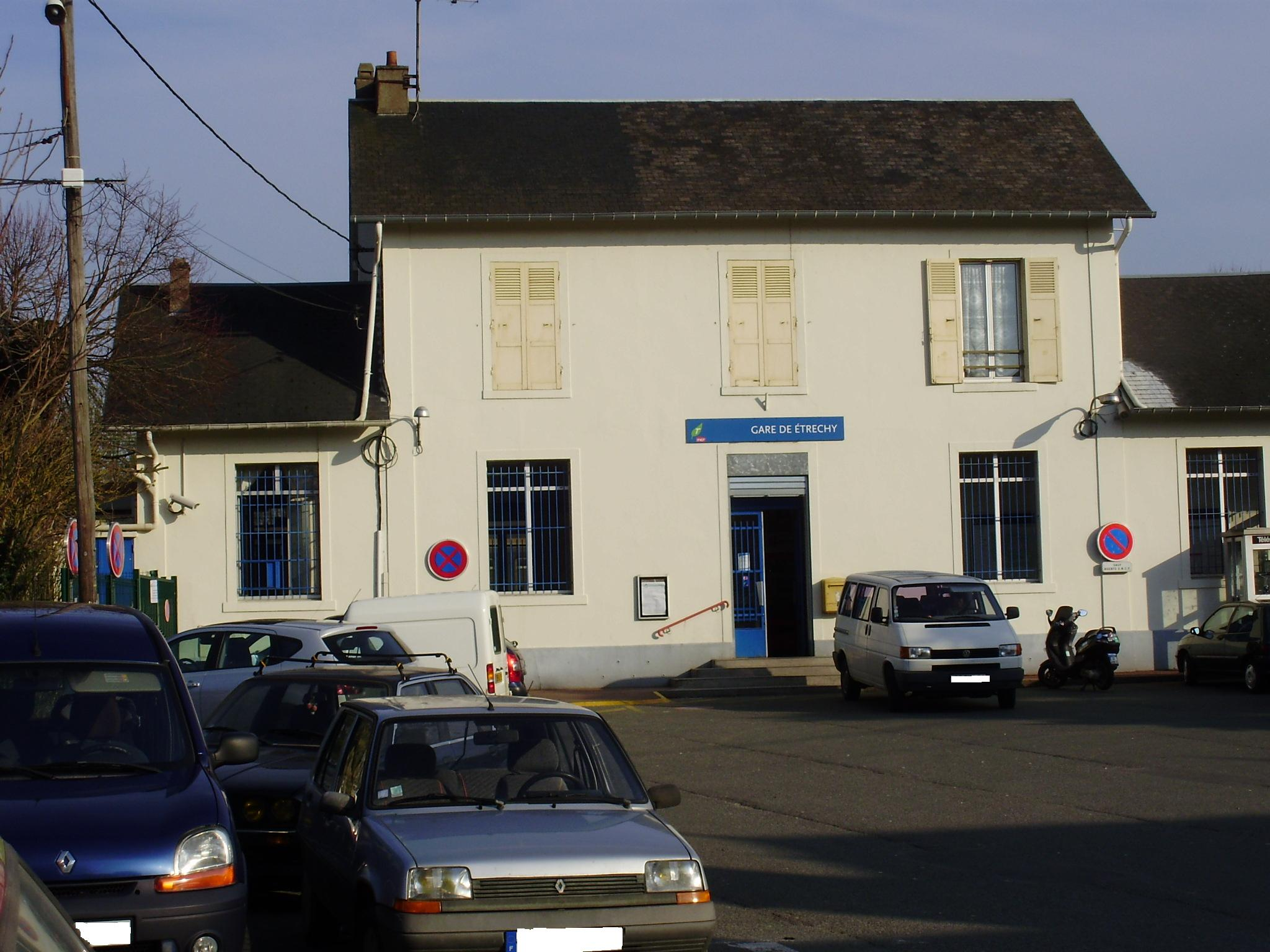
A estação de Étréchy.

A comuna tem em seu território a estação de Étréchy servida pela linha C do RER.
Ele está localizada na estrada nacional 20.

## Toponímia
Estorciacum, Estorchiachum em 1458, Etrechy le Larron. 
Sterpiniacum em 862 do latim stirps (cepa), as clareiras obtidas pela remoção até a cepa, era extirpada. 
O nome do local vem da palavra latina strata via do nome de uma antiga estrada romana atravessando a aldeia. Durante a Revolução ela foi chamada de Étréchy-la-Montagne e retomou o seu primeiro nome em sua criação em 1793.

## História
A comuna, constituída sob a Revolução Francesa, absorveu entre 1790 e 1794 a de Vaucelas.

## Geminação
Étréchy desenvolveu associações de geminação com:
- Lydd (Reino Unido), em inglês Lydd, localizada a 288 km[5].
- Ostrach (Alemanha), em alemão Ostrach, localizada a 537 quilômetros[6].

Ela também desenvolveu um programa de ajuda ao desenvolvimento com Dano em Burkina Faso desde 2005.

## Cultura e patrimônio

### Patrimônio ambiental
A cidade de Étréchy foi premiada em 2009 com duas flores no concurso das cidades e aldeias floridas. As bordas do Juine e a floresta que circunda a aldeia foram identificados como espaços naturais sensíveis pelo Conselho Geral de Essonne. É uma etapa da peregrinação de Santiago de Compostela pela Via Turonensis.

### Patrimônio arquitetônico

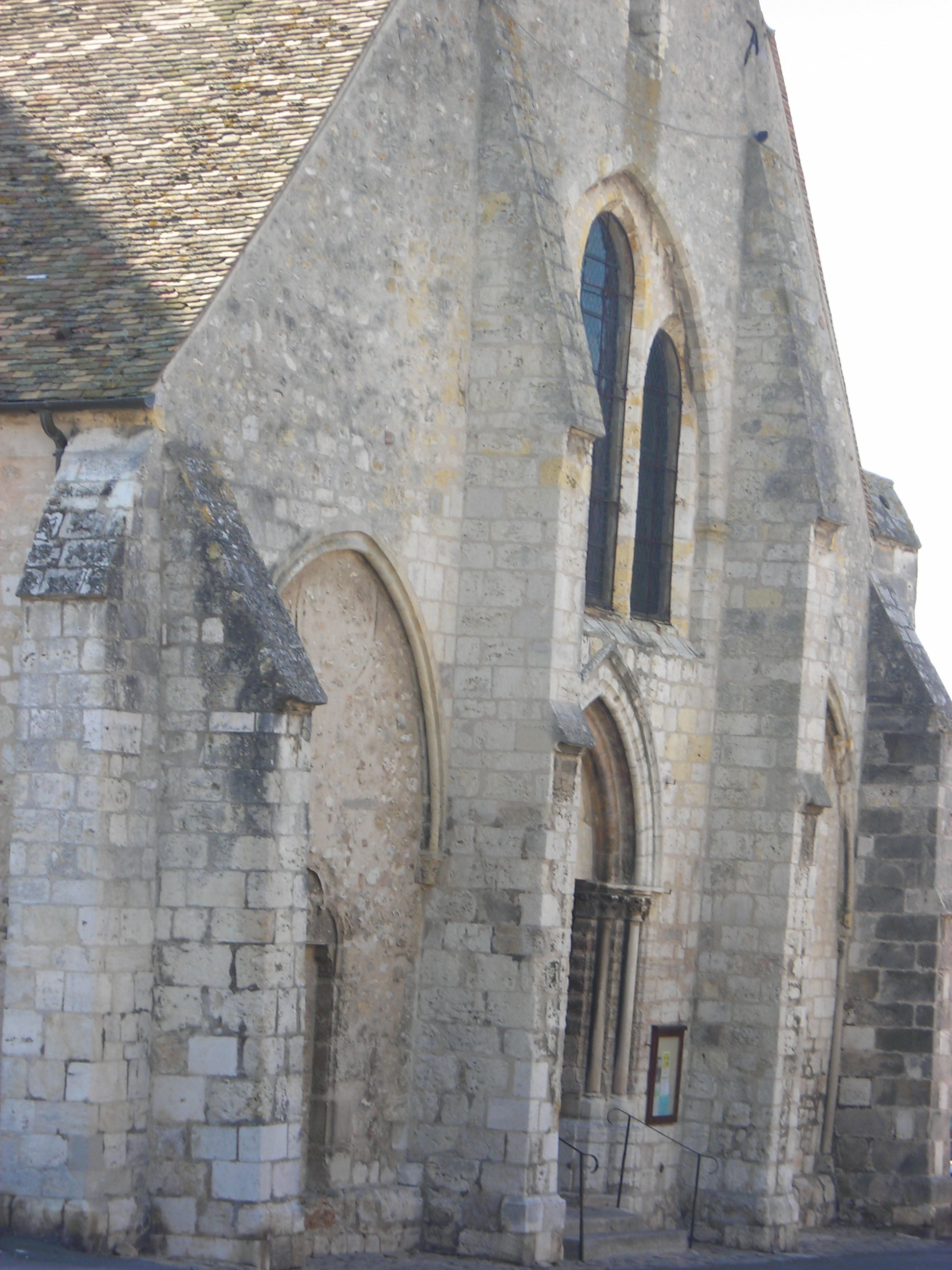
O portal da igreja Saint-Étienne.

A igreja Saint-Étienne dos séculos XIII e XIV foi classificada nos monumentos históricos em 18 de maio de 1908. A ponte-aqueduto de Jeurre construída em 1792 foi inscrita nos monumentos históricos em 20 de fevereiro de 1990. O portal da ferme du Touchet do século XIII foi inscrito na monumentos históricos de 17 de abril de 1931. A porta da fazenda do Roussay do século XV foi inscrita nos monumentos históricos em 11 de janeiro de 1944.

### Personalidades ligadas à comuna
- Maurice Dormann (1878-1947), político.
- Jacques Chambaz (1923-2004), professor de história e político.